# 西レンバタ語
西レンバタ語（にしレンバタご、Mingar）は、インドネシアのロンブレン島で話されている言語である。ミンガー語（ミンガーご、Mingar）、ラバレカン語（ラバレカンご、Labalekan）とも呼ばれる。

## 概要
西レンバタ語の話者は、全員が母語としていると考えられている。